# Georges Zvunka
Georges Zvunka, né le 5 mars 1937 au Ban-Saint-Martin (Moselle) et mort le 13 avril 2022 à Ars-Laquenexy,, est un joueur et entraîneur de football français. 
Cet ancien défenseur réalise toute sa carrière au Football Club de Metz. Il joue 450 matches et marque 13 buts en 13 saisons dans le club lorrain. Ses frères Jules et Victor Zvunka ont également été footballeurs. Il est le père de Corinne Krumbholz, internationale de handball.

## Palmarès
- Vice-champion de France D2 en 1961 et 1967 avec le FC Metz